# Mâncărime

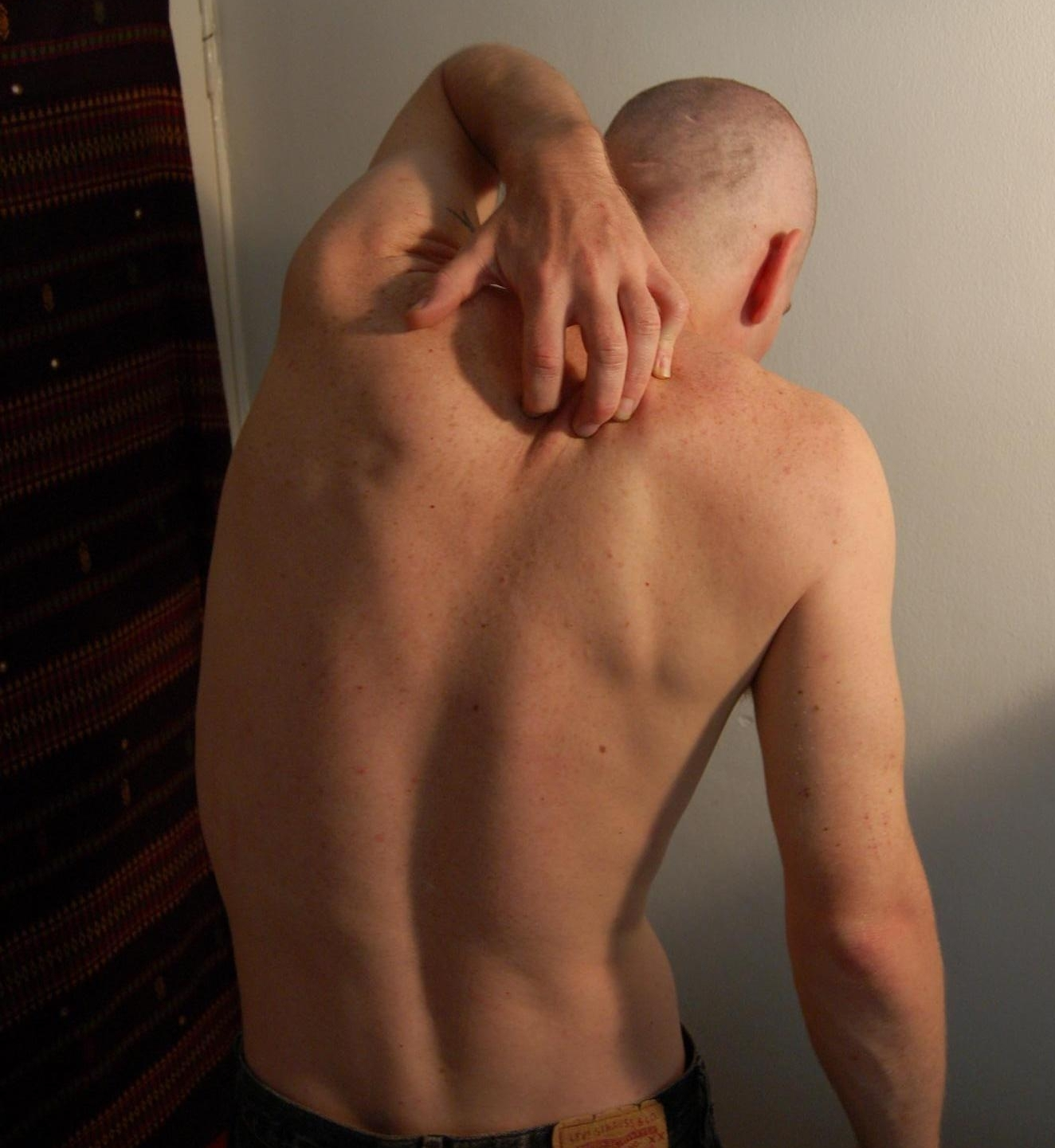
Om scărpinându-se

Mâncărimea (termen medical: prurit) este senzația de furnicătură sau iritare a pielii și care induce dorința de scărpinare a zonei afectate. Pruritul poate fi generalizat pe întreg corpul sau doar localizat într-o zonă restrânsă. 

## Cauze
Mâncărimile pot fi cauzate de :
- iritări chimice: frecare de o plantă, atingerea unei anumite substanțe
- cauze ambientale: arsuri solare
- urticarie
- mătreață
- pișcături, înțepături de insecte precum țânțari, purici, păduchi, scabie, păianjeni

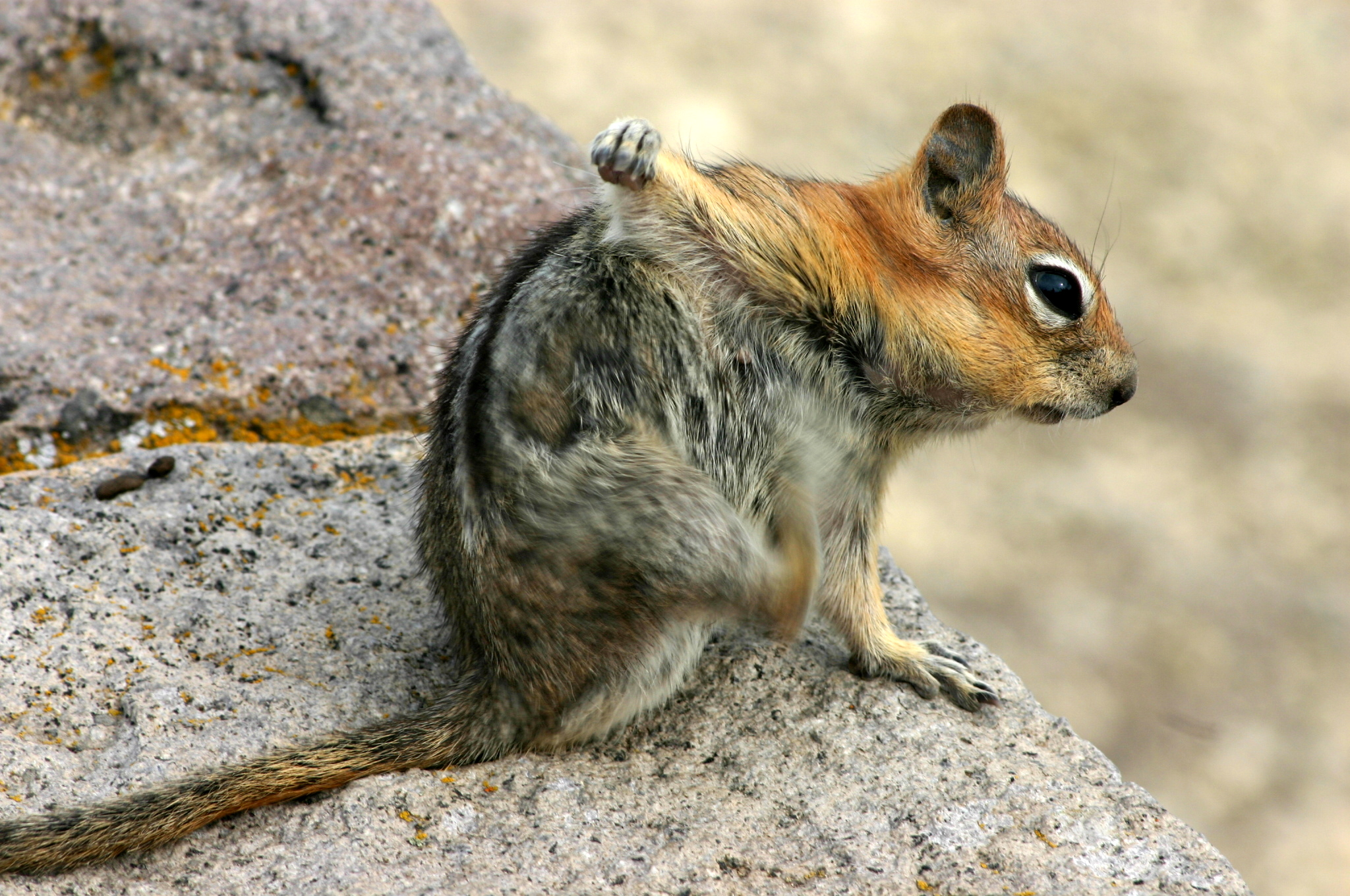
Veveriţă scărpinându-se

- boli infecțioase
- boli renale și hepatice
- tulburări psihice

## Ameliorări
Pentru identificarea și tratarea pruritului este necesar un control la medicul dermatolog, dar există și câteva metode de ameliorare a mâncărimilor:
- să nu se scarpine sau să se frece în zona afectată
- să se îmbrace haine curate, moi, comode, uscate
- spălarea cu săpun puțin sau săpun pentru pielea sensibilă și clătirea cu apă din abundență
- folosirea cremelor hidratante
- folosirea compreselor reci în zonele afectate
- ferire de medii prea calde, prea umede sau prea uscate
- relaxare și odihnă

## În medicina veterinară
Majoritatea animalelor prezintă mâncărimi și respectiv obișnuința de scărpinare și frecare de obiectele din jur. În cazurile când pruritul este localizat și persistent animalul poate ajunge să-și provoace singur complicații prin scărpinatul excesiv, astfel afectându-și blana, lezarea pielii și chiar sângerare și infecții. În cazul pruritului animalul domestic trebuie deparazitat sau mers la un consult veterinar.